# ゴジラvsスペースゴジラ
『ゴジラvsスペースゴジラ』（ゴジラたいスペースゴジラ）は1994年（平成6年）12月10日に公開された日本映画で、ゴジラシリーズの第21作である。カラー、ビスタビジョン、ドルビーステレオ。略称は『VSスペゴジ』『VSスペースゴジラ』『vsSG』。キャッチコピーは「破壊神降臨」。監督は山下賢章、主演は橋爪淳。
観客動員数は340万人。配給収入は16億5,000万円。

## 概要
平成VSシリーズ第5作。登場する怪獣は5体で、平成VSシリーズ最多となっている。ゴジラと敵対するメイン怪獣のスペースゴジラは、平成VSシリーズ初の宇宙怪獣でもある。Gフォースのロボット・MOGERAは、映画『地球防衛軍』（1957年）に登場したモゲラのリメイクキャラクターであり、前作『ゴジラvsメカゴジラ』（1993年）に登場したメカゴジラの要素も引き継いでいる。
基本的にリアリズムよりも娯楽性を全面に押した作りであり、新城功二と三枝未希の恋愛劇や結城晃のゴジラへの復讐劇なども繰り広げられる。また、バース島の風景がその淡い恋を彩っている点も見どころである。平成VSシリーズとしては珍しく、ゴジラがやや人類の味方寄りとして描かれており、このシリーズで唯一ゴジラがヒーロー的に扱われているのが特徴である。
前作から続投のGフォースやベビーゴジラが成長したリトルゴジラの登場、『ゴジラvsモスラ』（1992年）に登場したモスラとコスモスの再登場、『ゴジラvsビオランテ』（1989年）で戦死した権藤吾郎の親友と妹の登場など、過去の平成VSシリーズ作品とのつながりが強調されている。
主要襲撃地点は鹿児島、熊本、別府、福岡。本作品でゴジラは九州に初上陸した。また、札幌、山形、神戸などはスペースゴジラの餌食となった。クライマックスの舞台となる福岡がスペースゴジラの結晶体に覆われるという展開は、従来のご当地路線を継承しつつ宇宙的な映像表現を兼ねたものとなっている。
ゴジラの上陸シーンとスペースゴジラの飛来シーンを撮影するため、特撮班による日本縦断ロケが敢行された。九州では、エキストラが予定より100人多く集まるなど特に協力的であったという。
監督の山下賢章の意向により、平成VSシリーズでは唯一となる主題歌「ECHOES OF LOVE」（デイト・オブ・バース）が作られた。山下は、ファミリー映画として親世代にも受け入れられるバラードにした旨を語っている。

## ストーリー
宇宙空間を光り輝く謎の物体が飛行していた。その物体から分離した光は地球のバース島へ落下し、その衝撃を受けてゴジラが咆哮をあげる。
メカゴジラがゴジラに敗れてから1年後、国連G対策センターではゴジラ対策として2つのプロジェクトが進行していた。メカゴジラに代わる新たな対ゴジラ兵器の開発計画「Mプロジェクト」と、ゴジラをテレパシーで操作して無害化しようとする計画「Tプロジェクト」である。
南太平洋に浮かぶバース島では、ゴジラ打倒に執念を燃やすGフォースのはみだし隊員である結城晃が、ベビーゴジラの成長した姿であるリトルゴジラに懐かれつつも、ゴジラを倒すためのさまざまな罠を地道に準備していた。Tプロジェクトを支援するためにバース島を訪れた新城功二と佐藤清志は、島の中央に林立している奇妙な結晶体群を発見する。一方、G対策センターでは行方不明になったNASAの惑星探査船について会議が行われる中、サイキックセンター主任の三枝未希は、フェアリーモスラに化身した小美人コスモスから不吉なメッセージを受け取る。
Gフォースが新兵器MOGERAの完成に沸き立っているころ、宇宙の彼方からは地球へ巨大な宇宙怪獣が凄まじい速度で接近していた。未希も到着したバース島ではTプロジェクトが開始されたが、原因不明のアクシデントにより失敗に終わる。
迎撃に出たMOGERAを電磁波で難なく破ってバース島に降り立った宇宙怪獣は、ゴジラを圧倒して結晶体にリトルを幽閉すると、日本各地を襲撃して福岡に上陸する。G対策協議会では、宇宙怪獣の正体はかつて宇宙へ飛散したG細胞から生まれた宇宙怪獣スペースゴジラだと分析する。結城はMOGERAのパイロットに任命される。
そんな折、Tプロジェクトの責任者でありながら裏で企業マフィアと結託していた大久保博士の手引きで未希が拉致されてしまう。日本に戻った新城たちは企業マフィアを一網打尽にし、未希を救出する。その最中、未希はテレキネシスを発現する。
改修・強化されてスペースゴジラ迎撃に出撃したMOGERAと、鹿児島湾からの上陸を経て九州を北上してきたゴジラの三者が、福岡で相まみえる。バトルフィールドで優勢に立つスペースゴジラであったが、ゴジラと2機に分離したMOGERAは宇宙エネルギーを吸収していた福岡タワーを破壊し、逆転する。結城は大破したMOGERAのハッチに足を挟まれ身動きがとれなくなるが、未希のサイコキネシスにより救出される。
スペースゴジラを倒したゴジラはバース島へ帰り、未希はテレパシーで元気になったリトルの姿を見る。

## 登場キャラクター
ゴジラ

スペースゴジラ

リトルゴジラ

MOGERA

フェアリーモスラ

コスモス

このほか、モスラ（成虫）、バトラ（成虫）、ビオランテ（食獣形態）がライブフィルムで登場している。

## 登場人物
※ここでは『東宝SF特撮映画シリーズVOL.9 ゴジラVSスペースゴジラ』で「主な登場人物」として掲載されている人物のみを挙げる。
新城 功二（）
Gフォース少尉。27歳。
ゴジラとの戦いにロマンを追い求める硬派な熱血漢。清志曰く「上司にも嫌われるほど世渡り下手な男」。本来はMOGERA要員としてMプロジェクトに参加するはずだったが、相棒の清志のミスでTプロジェクトに回され、バース島へ赴くこととなる。
企業マフィアに捕らわれた未希を救出した後にはスペースゴジラの撃退任務の際にMOGERA要員に復帰し、清志や結城と共にMOGERAに搭乗して同機の操縦士兼ガンナーを務め、スペースゴジラに戦いを挑む。
- 新城と佐藤のコンビによるドラマは、脚本を手掛けた柏原寛司の代表作である『あぶない刑事』を彷彿とさせるバディものの体裁となっている。柏原は、コンビで掛け合いをさせることで互いのキャラクターが出しやすくなると語っている。監督の山下賢章は、女性を口説いたこともない遊び下手な新城が未希にアプローチするぎこちなさが持ち味であると語っている。
- 演じる橋爪淳は、新城について自身が今まで現代劇で演じてきた役柄とは異なる熱血漢で、実年齢よりも若かったことなどから戸惑いもあったが、演じるうちにはまってきたと述べている。また、新城がゴジラを倒すことに情熱を燃やす理由も疑問に感じていたが、山下から男は戦うこと自体に熱いものを感じるのであり、根拠がないからこそ戦いの中でゴジラを理解していく立場であることを説明されたという。
  - 当時、橋爪は時代劇への出演が多く、山下とも話し合い時代劇の芝居を外すことを心がけていたが、未希役の小高恵美はナイフを使うシーンが日本刀の構え方のようであったと述べている。
  - 銃撃戦のシーンでは、『ダイ・ハード』や『裸の銃を持つ男』のように前転しながら銃を撃つアクションを行ったが、様にならずNGとなった。
  - コクピットのシーンでは、一日中座りっぱなしであったことから睡魔に襲われ、演技で叫んでいても目が寝てしまっていたという。小高はラッシュでこのシーンを見て笑いをこらえていたと述べている。
  - ラストシーンでの未希へのセリフに照れくささを感じ、そのセリフを言わずに演技することを考えていたが、小高から映画『男が女を愛する時』で自身が敬愛するアンディ・ガルシアが同様のセリフを言っていたことを聞かされ、台本通りに演じることを決心したという。

三枝 未希（）
超能力者。本作品では国連G対策センター内に新設されたサイキックセンターの主任を務めている。23歳。
ゴジラを操るTプロジェクトに当初反対していたものの、宇宙に旅立ったコスモスからスペースゴジラ襲来を知らされ、要として参加を決意する。Tプロジェクトの際に失敗と判断されたが、ゴジラをコントロールしたことを知った企業マフィアに拉致され、功二たちに救われる。その際、それまでできなかったというテレキネシス能力を発動させて功二を援護したうえ、後の福岡決戦でもMOGERAのハッチに足を挟まれた結城を救い、決戦後にはゴジラの後頭部に撃ち込まれたテレパシー増幅装置を外してみせる。そういった件を通し、功二には次第に惹かれていく。
- 平成ゴジラシリーズではサブヒロインに位置していたが、メインヒロインとして登場するのは本作品が唯一である。山下は、少女から女性に変わっていく心のうねりを描きたかったと述べている。一方、演じる小高恵美は、今まで描かれてきた未希や自身の中での未希像と脚本や監督の考える未希のイメージがうまく噛み合わず、これまでで一番難しい役であったと述べている。
- 髪型をショートカットとしたのは、小高がスタイリストとともに考案したものであり、山下のイメージとも合致していた。専用スーツはショートの髪という前提でデザインされ、衣装デザインを担当した出川淳子は、当時はショートヘアが流行して女性らしさの表現として広まっており、衣装でも首が出すことで女性らしいラインが出せたと述べている。一方、後年のインタビューで小高は、海辺のシーンで髪をなびかせていた方が良かったかもしれないと述懐している。
- 本作品では耳にインファント島のモスラの紋章を象ったイヤリング（ピアス）を付けているが、これは山下の発案によるものである。このイヤリングは未希がテレキネシスを発する際に揺れて光ることで、他の能力との違いを視覚的にも示している。イヤリングの動きは、ピアノ線で操作しているが、特殊視覚効果プロデューサーの小川利弘は肌の色に合わせてピアノ線を消す合成に苦労した旨を語っている。小道具のイヤリングは、2012年時点で現存が確認されている。
- テレキネシスの描写は、脚本では機械の部品を飛ばすかたちとなっていたが、山下は後処理の映像表現ではなく渾身を込めて体現する画が欲しかったたため、ベッドを持ち上げるという表現とした。
- 検討稿では、未希がガルーダII（スターファルコン）に乗って福岡へ向かうという描写も存在した。
- 未希の恋の行方については次回作でも触れられていないが、これについて演じた小高や、相手役の新城を演じた橋爪淳は後年のインタビューでそれぞれ「『デストロイア』での芽留の台詞への反応から、恐らく淡い恋で終わってしまったのだろう」、「やはり新城はゴジラにかなわないので別れたのだと思う」と語っている。

佐藤 清志（）
Gフォース少尉。26歳。
功二からは「キヨ」と呼ばれている。相棒の功二とは違って、どこか遊び人気質を感じさせる三枚目的なキャラクターだが、それとは裏腹に細かい気配りや機転が利かせられる冷静な面も持ち、一見物静かだが熱血漢である新城とは好対照である。
演習の待ち合わせ時間と集合場所を間違えるというミスを犯してしまったため、功二と共にMプロジェクトからTプロジェクトへ回されてしまう。バース島の荒地をオフロードバイクで功二を乗せながら走れる運動神経を持つ。愛用バイクはヤマハ・DT200WR。また、企業マフィアとの戦いでは敵の1人を倒す活躍を見せている。
後にMOGERA要員に復帰し、MOGERAの副操縦士として活躍する。
- 首にクモが取り付くシーンでは本物を用いて撮影しており、橋爪によれば演じる米山善吉はクモが苦手であったため撮影後2時間ほど控室から出てこなかったという。

麻生 孝昭（）
Gフォース司令官。大佐。46歳。
前作でのアグレッシヴさは影を潜めており、当初はMOGERAでスペースゴジラを撃退することに消極的だったが、その後はスペースゴジラを打倒するために功二たちをクルーに任命する。
結城は自衛隊時代の部下でもあり、皮肉を交えつつもその力量を認めている。
- 柏原は、結城との絡みを描くことで過去に含みを持たせ、過去の破天荒さや現在の地位が本意ではないことなどをうかがわせている。

大久保 晋（）
進化生物学博士。40歳。
Tプロジェクトへの協力者としてG対策協議会に加わったメンバーだが、裏ではゴジラに破壊された都市の復興利権を狙う巨大企業配下のマフィア組織と結託しており、未希の力とサイコトロニックジェネレーターを悪用し、ゴジラを生体兵器として利用しようと企む。
バース島でTプロジェクトを失敗と独断して帰還した後、未希を仲間に拉致させてゴジラを操るが、功二たちに未希を奪還された直後、アジト上空に飛来したスペースゴジラの襲撃で死亡する。
普段は温厚そうに見えるが、窮地に陥ると一変して凶猛な人格を見せる。

兵藤 巌（）
Gフォース中佐。兵器開発主任から副司令官に昇格した。
MOGERAでのゴジラおよびスペースゴジラ打倒には麻生以上に積極的な姿勢を見せており、正規のクルーに復帰した結城たちが行方知らずとなった際には怒りを露わにし、彼らが戻らなかった場合は代わりに鈴木たちで出撃させようとしていた。
- 脚本では、田山という別人が副司令であった。その名残で、衣装のネームプレートが「TAYAMA」となっている。次作で上田耕一が演じた水族館の警備員も「田山孝夫」という設定名が与えられたが、本作品との関連は明らかになっていない。
- 上田によれば、麻生役の中尾彬が「麻生の後釜として司令官の座を虎視眈々と狙っている」と上田と兵藤をないまぜにしてからかったことで、上田や山下もそれに乗り、そう思わせる演出となった。

瀬川 隆之（）
国連G対策センター長官。61歳。
国連からの要請に応じ、スペースゴジラを撃退するために宇宙へのMOGERAの出撃を決断し、ゴジラ対策はTプロジェクトを優先する。

鈴木 勇造（）
Gフォース中尉。MOGERAのセカンドチームリーダーで、宇宙空間での戦闘では操縦士兼ガンナーを務める。MOGERAを操縦してスペースゴジラに戦いを挑むが敗退し、地球へ帰還する。
福岡での決戦でも未希の救出に向かった結城たちの代理として出撃が決まったが、土壇場で本人たちが現れたため、変更される。
- 冒頭のシーンとして、鈴木らがスターファルコンの試験飛行を行うシーンも撮影されていたが、カットされた。

大野 秀樹（）
Gフォース少尉。MOGERAのセカンドチーム。宇宙空間での戦闘では副操縦士を務める。

上原 誠（）
Gフォース少尉。MOGERAのセカンドチーム。宇宙空間での戦闘では機関士および各種計器を務める。

アレキサンダー・マミーロフ
ロボット工学博士。ロシア人で、MOGERAの開発責任者。スペースゴジラに一度敗退したMOGERAに修復強化を施す。

エリック・グールド
G対策協議会国連代表。国際的な見地から怪獣対策を支える。
- 名前は、柏原が愛好するハリウッド俳優のエリオット・グールドに由来する。

フランク・レイノルズ
G対策協議会アメリカ代表。突如出現したスペースゴジラに関するNASAの惑星探査船の観測データを提供する。
- 名前は、柏原が愛好するハリウッド俳優のバート・レイノルズに由来する。

マッケイ
大久保と取引していた企業マフィア幹部。

若月 正人（）
Gフォース少尉。戦闘司令室員。

福岡の警官
能古島の巡査。警邏中にスペースゴジラが福岡上空に飛来したのを目撃し、警察本部に連絡する。
その後、シーサイドももちへ向かおうとする未希と千夏を止めようとするが、簡単に通過を許してしまう。

権藤 千夏（）
G研究所生物工学教授。5年前に大阪でのゴジラとの戦闘で殉職した権藤吾郎の妹。28歳。福岡県出身。
Tプロジェクトに参加し、宇宙怪獣をスペースゴジラと命名する。かねてから結城を慕い、バース島へ弾薬の原料を送るなどのバックアップを行いつつ、ゴジラ打倒に執着する彼の生き様を案じている。ヘリコプターやモーターボートを自ら操縦する行動派でもある。
コミカライズ版では単独ヒロインを務めており、Gフォースの隊員として結城に施設の案内をしていた。次作『ゴジラvsデストロイア』のコミカライズでは、国土庁「G対策ルーム」に異動しており、Gフォース壊滅の難から逃れている。
- プロットでは、G対策センターの女性科学者・服部千夏と設定されており、結城との男女関係のニュアンスが加えられていた。当初、山下は千夏を「キリキリとしたキャリアウーマン」と想定していたが、他の若い世代と噛み合わないため、ナイーブな内面を持つ女性に改めた。脚本では、結城に対する恋愛感情が前面に描かれていた。演じる吉川十和子は、仕事には責任を持ちつつ、自身のプライベートなことについては一歩出遅れてしまう多面性が自身と似ており、楽しんで演じたと語っている。
- 権藤吾郎が登場する『ゴジラvsビオランテ』（1989年）の監督・脚本を務めた大森一樹は、権藤の妹を登場させることについて事前に連絡があったと述べている。
- バトルスーツ以外の衣装は、吉川の私服を用いている。
- 自動車に乗るシーンでは、吉川が実際に運転を行った。モーターボートのシーンは実際に操船はせず、他のボートが牽引している。

結城 晃（）
Gフォース少佐。42歳。
殉職した権藤吾郎の親友で、彼の仇敵であるゴジラの打倒に執念を燃やす。Tプロジェクトが始動する以前からバース島に派遣されており、現地で独自にゴジラ討伐を目論み、「結城スペシャル」と称した血液凝固剤入り弾丸を製作している。
バース島ではTプロジェクト要員として派遣された功二と清志を手荒くこき使い、MOGERA要員に復帰した後にも本部指令を無視してゴジラを攻撃するなど、独断専行が目立つ無頼漢であるが、未希が拉致された際にはいち早く企業マフィアのアジトに目星を付けて救出を画策する臨機応変さや、第三者との戦いに敗れて傷付いた相手は追わないというフェアな一面も見せる。島では自身に懐いたリトルゴジラに手を焼きつつ、「チビゴジ」と呼んで親しく接していた。
ヘビースモーカーで、愛用のジッポーのライターは権藤の形見である。
コミカライズ版では単独主人公を務めている。また、権藤一佐との過去が描かれており、自衛隊時代（最終階級は三等陸尉）に権藤に助けられ、『vsビオランテ』でゴジラへの抗核バクテリアの打ち込み部隊に選ばれて打ち込みに成功するが、その直後、権藤一佐の死を目の当たりにしてしまう。次作『ゴジラvsデストロイア』のコミカライズにも登場している。
- 柏原は、結城のイメージを自身が愛好するアメリカ娯楽映画のキャラクターと述べており、ハードボイルドな一匹狼でありながらコミカルさも持たせ、他人から認められないことを一生懸命やっているかっこよさを描いている。また、柏原はイメージキャストとして萩原健一を挙げており、検討稿ではバース島でゴジラを捕らえようとする場面で映画『ハタリ』（1962年）をオマージュしていた。山下は、結城について自身ら団塊の世代の切り口によるキャラクターであるとしており、結城と若い世代が交流してともに戦うことを作品の軸としている。柏原も、山下が結城のキャラクターに入れ込んでいたことを証言しており、年齢層の高い東宝上層部にも結城が好評であったと述懐している。
- 決定稿のクライマックスでは、スペースゴジラが弱ってから新城と佐藤を脱出させた後に結城がロケットランチャーでゴジラへ血液凝固剤を打ち込もうとし、その後スペースゴジラの尾でモゲラが破壊されるという展開であったが、完成作品ではモゲラがスペースゴジラの尾を食らった後に2人を脱出させ、結城がロケットランチャーを用意しながらもモゲラでスペースゴジラに突撃するという展開に変更され、結果として結城の行動が不明瞭なものとなっている。

## 登場兵器・メカニック

### 架空
MOGERA

サイコトロニックジェネレーター
Tプロジェクト用のテレパシー増幅・送信装置で、正式名称は「テレパシープロジェクトゴジラコントロールシステム」。ゴジラの後頭部にテレパシーを受信するテレパシー増幅装置を設置し、三枝未希の誘導テレパシーを増幅し送信することで、ゴジラをコントロールすることができる。作中では、M16A1自動小銃に装着したM203 グレネードランチャーから発射された。
これをG対策協議会の大久保晋とマフィアが軍事目的に利用しようと画策。未希を拉致しゴジラを「最強の兵器」として操作しようとするも、スペースゴジラに対し怒りを抱いていたゴジラの精神は影響を受けず、加えてGフォースの抵抗と秘密施設上空をスペースゴジラが飛来したことによる異常電磁波によりジェネレーターが破壊される。最後は未希の念力でゴジラがテレパシー増幅装置から解放されることで、結果失敗に終わる。
- アップ用や簡易な遠景用の造形物があり、前者には展開ギミックがある。

血液凝固剤入り弾丸
結城晃が権藤千夏に支給させた薬品を詰め込んだ特殊弾丸で、通称・結城スペシャル。キャリコ M110をベースにしたカスタムモデルの小銃用の銃弾と、TDS M72A1用の対戦車ロケット弾の2種類が作られた。ゴジラに対し選択毒性を有する血液凝固剤が混入されており、ゴジラの脇の下に撃ち込むことで効果を発揮する。貴重な薬品を使用しているらしく施設面の問題もあり数発のみしか作成できず、バース島での狙撃は失敗。福岡戦で、最後の1発もゴジラがスペースゴジラとの交戦を再開したため、撃ち損じ失敗する。
福岡戦後、ゴジラ打倒を断念した結城は千夏に残った弾丸をケースごと返却する。

地雷式催涙ガス弾
ゴジラに対し選択毒性を有する桃色の催涙ガスが内包された地雷。複数がバース島のビーチに埋められ、これを踏むことで催涙ガスが噴き出し、攻撃反射行動を利用してその隙に結城スペシャルでゴジラの脇部を狙いやすくするために使用される。劇中ではリトルゴジラが誤って作動させてしまい、設置した結城も苦笑いした。
- ガスの描写は、発煙筒で表現している。

NASA探査船（NASA惑星探査船）
NASAが運用していた有人宇宙船。少なくとも3名の宇宙飛行士が搭乗しており、航行中に巨大モンスター（地球に接近するスペースゴジラ）の襲撃を受けて消息を絶つ。
- 作中に登場したのは船内の映像のみ。ミニチュアも制作されていたが未使用。

本編未登場のメカニック
本編未使用シーンの1つに鹿児島に上陸したゴジラとGフォース地上部隊が大分山中で交戦するものがあり、その際に92式メーサー戦車、93式自走高射メーサー砲、メーサー攻撃機、自走ロケット砲車、61式戦車、74式戦車が登場している。当該シーンはDVD・Blu-ray特典の「ゴジラvsスペースゴジラ メイキング・スペシャル」で見ることができる。
また、鹿児島湾ではオリジナルのミサイル潜水艦が撮影されたが、撮影フィルムは未使用となっている。潜水艦のミニチュアは、『ゴジラ』（1984年版）や『アナザー・ウェイ ―D機関情報―』（1988年）のものが用いられていた。

### 実在
- AS355F2 エキュレイユ2[出典 62]
- AH-1 コブラ[出典 63]（AH-S1[142]、Gフォース戦闘ヘリ[134]）
- UH-1 イロコイ[出典 64]
- はるな型護衛艦[131]
- はつゆき型護衛艦「しらゆき」[出典 65]（Gフォース護衛艦[134]）
- ゆうしお型潜水艦[131]（Gフォース潜水艦[134]）
- ヤマハ・DT200WR[113][131]
- フェリーなみのうえ[146][131]
- モーターボート[131]
- ゴムボート[131]
- M16A1自動小銃[107]
- M203 グレネードランチャー[107]

## 設定
国連G対策センター
本作品では、前作に登場しなかった議会や複数の部署が登場する。

Gフォース

M（MOGERA）プロジェクト、T（テレパシー）プロジェクト
G対策センターが新たに計画した、2つの対ゴジラ作戦。前者はメカゴジラをしのぐGフォースの対ゴジラ用新兵器・MOGERAによるゴジラ打倒、後者はサイコトロニックジェネレーターと超能力者のテレパシーによってゴジラをコントロールし、被害を最小限に抑えることを目的とする。
Tプロジェクトはバース島で実行され、開始当初はゴジラのコントロールに成功したが、島の結晶体から発する宇宙エネルギーの干渉で妨害されてしまい、サイコトロニックジェネレーターが故障。同時に未希が気絶したことにより、大久保の独断で失敗とみなされる。
Mプロジェクトは国連からの要請で、スペースゴジラ打倒を優先することが決定。MOGERAは2度に渡りスペースゴジラと対戦（2度目は皮肉にも本来の敵であるゴジラと共闘する形となった）するも、敗北・大破してしまい、こちらも結果的に失敗に終わる。
G対策協議会
ゴジラに関する研究報告の交換、対ゴジラ作戦の提案、さらにG対策センターの今後の活動内容などを協議するための会議。議長を務めるG対策センター長官・瀬川を中心に、GフォースやG研究所をはじめとするG対策センターの各部署や、G対策センターに協力する関連機関などから代表者が集い、話し合う。本作品ではゴジラだけでなく、スペースゴジラ対策の会議もまとめて行う。
G研究所
ゴジラの生態を研究し、弱点を発見するための部署。これまでに各研究機関で行われてきた活動や研究結果を全て引き継いでいる。
サイキックセンター
『ゴジラvsキングギドラ』に登場した国立超科学研究センターのGチームを再編成した新部署。所属している超能力の素養を持つ若者たちの力で、ゴジラを監視し、その異常を検知することが主任務。異常が見つかり次第、G対策協議会に報告され、度合いに応じた対策が立てられるため、この部署の重要性は大きい。また、超能力を研究し、対ゴジラ作戦への応用も探っている。
大久保と千夏は、主任を務めている未希がTプロジェクトに参加しない場合には、ここの若者たちに協力を要請しようと考えていた。
- ロケはTBS緑山スタジオで行われた。

バース島
本作品および次作『ゴジラvsデストロイア』に登場する南太平洋上の架空の無人島。地下にウラン鉱脈がある。本作品ではリトルゴジラが生息しており、近くの海域に生息するゴジラも上陸する。そのため、Gフォースの監視下に置かれており、ただ一人結城が派遣されて常駐していたが、スペースゴジラの襲撃で島の一部が結晶体（結晶生命体）に覆われ、ゴジラとスペースゴジラの初戦の地となる。
ゴジラとリトルにとって、この穏やかな南海の孤島は安住の地になるかと思われ、未希も定期的に彼らを（職業上は監視任務で）見守っていたが、次作『ゴジラvsデストロイア』では、地下に埋もれていた高純度の天然ウランが熱水噴射による自然核爆発を起こし、島自体が消滅する。その結果、住処を失ったリトルゴジラのゴジラジュニアへの成長と、ゴジラの核暴走の原因となる。
- 島の外観は、ボラボラ島をモデルとしている。本作品でのロケは沖永良部島で行なわれた。当初は奄美大島で撮影を行っていたが、監督の山下賢章はロケハンでハブが出ることを知らされ、ハブのいない沖永良部島に変更したと述べている。スタッフや出演者らは、とにかく猛暑に悩まされて過酷だったことを語っている。ロケハン時は大潮のため珊瑚礁が海中にあり美しい状態であったが、ロケ時は小潮で珊瑚礁がむき出しになっており海側が映しづらくなっていた。夜間の撮影では、孵化したばかりのウミガメの子供が照明に寄ってきてしまい、スタッフらが海へ戻すというアクシデントもあった。美術の酒井賢は、ロケーションを活かした情景カットを期待していたが、人物のアップが中心になっていたことが残念であったと語っている。

企業マフィア
大久保が裏で加担していた大手ゼネコン傘下の非合法組織。拉致した未希の能力とサイコトロニックジェネレーターを使ってゴジラを破壊ビジネスに悪用しようと画策。関東のとある倉庫に日本支社を構えており、正門に電磁バリアを張れるほどの技術力を所有している。最後は、新城たちとの銃撃戦に敗れた直後、上空を通過したスペースゴジラが放った衝撃波で日本支社は壊滅する。
- アジトのシーンは、東宝スタジオ第2ステージで撮影された。酒井は、山下の指示により弾着が細かく仕掛けられ、アクションに力を入れていたと述べている。結城らが潜入するシーンは、東宝スタジオの裏門周辺で撮影している。

## キャスト
- 新城功二[出典 69]：橋爪淳
- 三枝未希[出典 70]：小高恵美
- 佐藤清志[出典 71]：米山善吉
- 麻生孝昭[出典 72][注釈 18]：中尾彬
- 大久保晋[出典 73]：斎藤洋介
- 兵藤巌[出典 74][注釈 19]：上田耕一
- 瀬川隆之[出典 75][注釈 20]：佐原健二
- 鈴木隊員[出典 76]（鈴木勇造[154][156][注釈 11]）：宮坂ひろし
- 大野隊員[出典 76]（大野秀樹[出典 77]）：木下ほうか
- マミーロフ[出典 78]（アレキサンダー・マミーロフ[154][156]）：ロナルド・ヘアー
- グルード[157]（エリック・グールド[154][156]）：エド・サーディー
- レイノルズ[157][64]（フランク・レイノルズ[154][156]）：エディ・クインラン
- マッケイ[6][168]（極東代表マッケイ[69]）：トム・ドーラン
- 上原隊員[出典 78]（上原誠[出典 79]）：草薙仁
- 若月隊員[出典 78]（若月正人[出典 80]）：堀崎太郎
- 加藤道也[154][169][注釈 21]：牧村泉三郎
- 福岡の警官[出典 81][注釈 22]：奈須真司
- レポーター[6]（アナウンサー[170]、福岡のレポーター[156]）：荒木美穂[注釈 23]
- Gフォース隊員[154][156]：篠原功、公平健一、服部亮久、梅田秀之、大沢洋平、山崎功、伊崎寿克、狸穴善五郎
- 山の上ホテル（福岡）避難民[174]：村仲皆美
- 企業マフィアの男[154][注釈 24]：チャーリー・クラスラブスキー[注釈 25]、ロバート・サンタナ、清水進一
- 宇宙飛行士[154]（NASA宇宙飛行士[156]）：フランク・オコーナー[注釈 26]、アンディ・スミス[注釈 27]、マクシーン・マーチゲビッチ[注釈 28]
- 副官[出典 82]（Gフォース副官[69]）：渡辺寛二
- 副官[170][168]（Gフォース副官[69]）：光岡湧太郎、GAZ
- サラリーマン上司[13][176][注釈 29]：小堺一機
- サラリーマン部下[13][176][注釈 29]：松村邦洋
- コスモス[出典 83]：今村恵子、大沢さやか
- 権藤千夏[出典 84]：吉川十和子
- 結城晃[出典 85]：柄本明
- 予告編ナレーター：小林清志[179]（ノンクレジット）

## スタッフ
- 製作 - 田中友幸
- 協同製作 - 富山省吾
- 脚本 - 柏原寛司
- 撮影 - 岸本正広
- 美術 - 酒井賢
- 照明 - 望月英樹
- 編集 - 米田美保
- 助監督 - 三好邦夫
- 音楽 - 服部隆之
- ゴジラ テーマ作曲 - 伊福部昭
- 製作補 - 有正真一郎
- アソシエイトプロデューサー - 鈴木律子
- 製作担当者 - 徳増俊郎
- 録音 - 宮内一男
- 監督助手：米田興弘、兼重淳、蔵方政俊、島田充
- 撮影助手：脇屋隆司、山口季幸、清久素延、沖岳史
- 照明助手：蝶谷幸士、瀬尾伸幸、関野高弘、川井稔、川越和見、鹿毛剛、加藤桂史、小笠原篤志
- 照明機材：山崎惣一郎
- 録音助手：影山脩、渡辺宸彬、平良栄章、久野貴司
- 特殊機械：三輪野勇、宮川光男
- 特殊操演：鳴海聡、船橋誠、鈴木豊、原口ゆう
- 美術助手：清水剛、新垣博人、畠山雄一、荒川友美子
- 美術装置：川口茂
- 組付：西田忠光
- 装飾小道具：田代昭男、多胡啓一、入江京子、山内康裕
- 電飾：稲畑秀男、河原正高
- 衣裳：斉藤育子
- 衣裳コーディネイト：出川淳子
- ヘアー・メイク：梅沢文子
- 殺陣：宇仁貫三
- スチール：工藤勝彦
- 記録：加藤八千代
- 編集助手：佐藤康雄、早坂久美子
- ネガ編集：大坪隆介
- 音楽プロデューサー：岩瀬政雄、北原京子
- 音楽ミキサー：大野映彦
- 音響効果：佐々木英世、小川広美、岡瀬晶彦、浅梨なおこ、佐々木竜彦
- 効果 - 佐々木英世、小川広美、岡瀬晶彦、佐々木竜彦
- 調音エンジニア：多良政司
- 俳優係：後藤弘樹
- 製作係：金澤清美、竹信誠司
- 特殊技術
  - 撮影 - 江口憲一、大川藤雄
  - 美術 - 大澤哲三
  - 照明 - 斉藤薫
  - 特殊効果 - 渡辺忠昭
  - 造型 - 小林知己、若狭新一
  - 繰演 - 三橋和夫
  - 助監督 - 鈴木健二
  - 製作担当者 - 小島太郎
  - 監督助手：近藤孔明、岡秀樹、中野陽介
  - 撮影助手：大根田俊光、泉敏明、佐藤真之、金本栄二、澤井貴善
  - 照明助手：入口正平、伊藤保、横道将昭、佐藤武、壱岐尾りつ子、川辺隆之
  - 照明機材：二見弘行
  - 美術助手：高橋勲、春日佳行、林谷和志、吉村桂、小岩理絵、野本秀樹
  - 操演助手：松沢孝昌、辻川明宏、秀平良忠、露木聡、神野彰、小川誠、白石雅彦
  - 特効助手：久米攻、岩田安司、宇田川幸夫、中條勝美、橋本一輝
  - ゴジラ造型：小林知己、小林勉、贅田直樹、垰野剛
  - スペースゴジラ・リトルゴジラ造型：若狭新一、伊藤成昭、横山拓史、山田陽、八木文彦、江久保暢宏
  - モゲラ造型：澗淵隆文、萩井俊士、倉橋正幸
  - メカ造型：高木浩治、小川正晴
  - 背景：小島耕司
  - 美術製作：野村安雄
  - 組付：小笠原禎
  - 編集：東島左枝
  - ネガ編集：大朝和代
  - 記録：梶山弘子
  - スチール：中尾孝
  - 製作係：柴田誠
  - デザインワークス：吉田穣、西川伸司、破李拳竜
  - ゴジラ[出典 86] - 薩摩剣八郎
  - リトルゴジラ[出典 87] - リトルフランキー
  - スペースゴジラ[出典 88] - 播谷亮
  - MOGERA[出典 89] - 福田亘
- 特殊視覚効果
  - プロデュース：小川利弘
  - スーパーバイザー：小野寺浩、大屋哲男、泉谷修
  - デジタルエフェクト：木下良仁、藤下忠男、川端孝、田中貴志
  - オプチカルエフェクト：岸本義幸、中村信夫、松浦正春、五十嵐敬二、山路宏武、吉村好雄、安田芳郎、佐々木篤志、米木美明、内田剛史、佐藤元、三輪智章、新城孝、杉木信章
  - アニメーションエフェクト：吉澤一久、沖満、飯塚定雄、山口拓政、岩田美穂子、吉岡直生、柳原嘉宣、豊直康、川尻健太郎、上田茂、小川幸代、木戸貴子
  - マットペイント：木村俊幸
  - CGディレクター：内海邦男、市野晃、北条則明
  - CGエフェクト：荒木史生、前田哲生、野島慶太、丹羽学、足立亨、高橋俊也、高山滋史、中山武志、鈴木孝治
  - HDVSスーパーバイザー：鈴木昭男、原田睦弘
  - HDVS CG：飯田正行、石川智太郎
  - HDVS技術：滝沢隆也、諏佐佳紀、土屋勝彦、松山孝幸、山崎晴康、石本健二
  - タイミング：森吉隆、桑山太郎
- ロケーション協力：浜田太、田原正樹
- 協賛 - 西友、ベスト電器、コニカ、JOMO、大島運輸
- プロダクション協力 - 東宝映像美術、東宝サウンドクリエイティブスタジオ、東宝ミュージック、東京現像所、東宝スタジオ
- 特技監督 - 川北紘一
- 監督 - 山下賢章
- 東宝映画作品
- 配給 - 東宝

## 主題歌
ECHOES OF LOVE
作詞 - NORICO / 作曲 - 重藤功 / 編曲・歌 - デイト・オブ・バース
デイト・オブ・バースの楽曲としては初めてオーケストラをフィーチャーしている。
デイト・オブ・バースのメンバーは、福岡を活動拠点としていたことから、福岡のシーンでカメオ出演している。

## 制作

### 企画経緯
本来は前作の『ゴジラvsメカゴジラ』（1993年）でシリーズが一旦終了する予定であったが、トライスター版ゴジラの制作が遅れていたために急遽制作された作品である。東宝プロデューサーの富山省吾は、状況の分からない海外の都合を気にしながら制作するのは不自由なため、そちらは気にせず独自の新怪獣でやっていくことにしたと述べている。
前作までに過去の人気怪獣はほとんど出していたため、アンケートでも上位に挙がっていた新怪獣を登場させることとなり、これまでVSシリーズでは扱っていなかった宇宙怪獣となった。当初は『ゴジラvsキングギドラ』（1991年）に登場したキングギドラとは異なる、本来の設定の宇宙超怪獣であるキングギドラを敵に迎えた作品が検討されていたが、直前に公開された『ヤマトタケル』（1994年）に登場するヤマタノオロチがギドラに似ていたことからゴジラ型の新怪獣へと企画が変更された。基本設定は、小林晋一郎による企画書『ゴジラVSネオゴジラ』を元にしている。アンギラスも候補に挙がっていたが、アンケートの順位が低く、四足歩行怪獣も難しいとの判断から採用されなかった。富山は、キングコングを捩った「キングゴクウ」というキャラクターを発想していたが、企画書にすることもなく自粛された。制作が決まった際は、前作よりメカゴジラの続投が案に挙がったが、特技監督の川北紘一から「同じのじゃつまらないでしょ」という意見でモゲラに決まった。

### 制作体制
前作の主要スタッフは当時『ヤマトタケル』の撮影に入っており、監督の山下賢章や脚本の柏原寛司など平成VSシリーズの経験がなかった新規のスタッフが参加している。ハリウッド版「ゴジラ」が本決まりになる時期から、休止を意識して『ヤマトタケル』など「平成ゴジラ」に代わる特撮映画のシリーズ化を構想しており、『ヤマトタケル』の企画も本決まりとなったが、日本の「ゴジラ」の継続が内定したため、富山はほぼ並行して2つの特撮映画を抱えることになり、製作補として有正真一郎が参加した。富山は、前作で一度やりきっているため全部新しくしようという狙いもあったと語っている。
山下は、『メカゴジラの逆襲』（1975年）でチーフ助監督、『ゴジラ』（1984年）でB斑監督を務めるベテランであったが、監督を務める機会に恵まれず、本作品は『トラブルマン 笑うと殺すゾ』『19 ナインティーン』（1987年）に続く3本目の監督作であり、富山からそのアクション志向を期待されてオファーされている。後年のインタビューで富山は、本作品は後のミレニアムシリーズと同じく監督中心の制作体制であったと述べている。
柏原は、東宝で企画していた植木等の主演映画や高嶋政伸主演で予定されていた若大将シリーズのリメイク企画などに参加していたがどちらも流れ、本作品に至った。
製作の田中友幸は、脳卒中を患い会話が不自由となり、富山が2週間に1回程度自宅へ報告に訪れるという状況であった。田中は、作品内容に意見を出すことはなかったが、撮影現場やラッシュフィルムの上映には訪れていた。富山の肩書は、東宝本社の意向もありこれまでのプロデューサーから共同製作となり、より田中に近い立場となったが、富山自身は仕事内容自体は前作までと変わらなかったと述べている。
音楽も、伊福部昭の都合がつかなかったため、シリーズ初参加となる服部隆之が担当した。伊福部は、当時因幡万葉歴史館のオープニング曲を手掛けていたほか、翌年のインタビューでは、本作品の脚本を受け取ってはいたが内容がピンとこず、ラジオでラップを聴く場面もあったことから若い人がやった方がいいとして断ったと述べている。音楽プロデューサーの岩瀬政雄も、伊福部がやるならラップは取り払っていただろうと述べている。候補としてはほかに『ガンヘッド』（1989年）の本多俊之も挙がっていた。

### 内容の変遷
柏原は、刑事ドラマやアクション作品などを多く手掛けており、自身に発注が来たことを踏まえ人間ドラマを中心としたアクション映画とすることを心がけた。『傷だらけの天使』（1974年）『俺たちの勲章』（1975年）『あぶない刑事』（1987年）などのテレビドラマを手掛けてきた柏原は、本作品でも自身が得意とするバディムービーの要素を取り入れ、ハリウッド映画からの影響を自認する陽性の作風によりVSシリーズでも異色の雰囲気を持つ作品となった。バース島の設定は、東宝特撮の定番として柏原が独断で取り入れたものである。また、柏原は前作の戦闘シーンを淡白だと感じたことから、本作品ではゴジラとモゲラを共闘させたり、MOGERAが分離して立体的に戦うなど変化を持たせている。
プロット段階から参加した山下は、柏原の方向性に同調しゴジラ対人間のリベンジドラマを主軸とすることを目指した。山下は、ゴジラとスペースゴジラの関係性を「母親と不良家出少年」または「不良家出少年と長男の兄弟喧嘩」に例えてイメージしており、一方で人間側は世代交代をテーマとしている。
有正はアイデアを25人の関係者に求め、多くのアイデアが集まるものの、ゴジラファン的には面白いが、一般層の興味を引く普遍性には欠けると判断されていずれも採用されなかった。有正は「平成ゴジラ」が内包するさまざまな要素を吟味し、『vsビオランテ』や『vsモスラ』で宇宙にG細胞が持ち込まれた可能性に着目して、「宇宙のゴジラ」という題材とした。富山もトライスターとの契約終了後のタイムスケジュールにおける、「ゴジラ」復活のための新たな展開を構想しており、「恐竜時代の物語」「宇宙からの敵」「地底からの敵」という題材の3部作として考えられてたといい、「宇宙のゴジラ」というのは富山としても強く意識していたテーマに密接に絡むキャラクターであったともいえる。
柏原は、検討稿で冒頭のスペースゴジラに襲われるスペースシャトルの描写に力を入れていたが、予算の都合によりカットされた。また、バース島での結城の描写が長く設けられていたが、全体のバランスを考慮して削られた。そのため、柏原は自身がファンであった小高恵美が演じる三枝未希を中心とした物語に切り替えた。一方で、山下は結城と千夏の関係性を重視し、完成作品ではこの2人の描写を膨らませている。
バース島でのゴジラとリトルゴジラの描写は、『怪獣島の決戦 ゴジラの息子』（1967年）をオマージュしている。検討稿では、スペースゴジラとは別にトンボ型エイリアンが登場しており、スペースゴジラが飛来する前にバース島でリトルゴジラを襲いゴジラと戦うという役割を担っていた。
これまでシリーズではゴジラが九州を襲うことがなかったため、企画当初から九州襲撃が予定され、ランドマークとして福岡タワーがある福岡が舞台に選ばれた。福岡タワーが従来の破壊されるランドマークと異なり、物語上の存在理由が与えられているのも特徴である。川北はこのころ九州でのゴジラ映画人気が高かったことも登場の理由に挙げている。ベスト電器など、九州の企業と大々的なタイアップも行われた。
一方で、翌年公開の『ガメラ 大怪獣空中決戦』と舞台が競合しており、両作品のプロデューサーが協議した結果福岡ドームを撮影しないこととなったため、スペースゴジラの進入方向が海側に変更され、ミニチュアでも造られなかった。同地のロケハンでは、川北らが樋口真嗣ら『ガメラ』の撮影チームと遭遇したという。同作品について富山は、同じ特撮の仲間としてジャンルを盛り上げていくのは歓迎していたといい、大ヒットしていたゴジラが再起するガメラに譲るかたちとしたと述べている。有正は、この件について川北よりも山下が憤慨していたと証言している。
山下はスペースゴジラが福岡に出現する理由が必要であると考え、当時環境問題として話題になっていたオゾンホールを結びるけることを発想したが、決定稿には明記されなかった。また、脚本では結晶体から発する強磁界により警察車両や報道ヘリが進入を阻まれるという描写があり、山下も絵コンテでこのシーンに力を入れていたが、予算の都合などから撮影は行われなかった。
ゴジラの九州初上陸に際し、大分県では東宝九州支社と大分合同新聞によりゴジラ誘致の署名活動が行われ、6,000人の署名を受けゴジラが別府市を通過することとなった。鹿児島から福岡へのルートとしては別府を通るのは回り道となるため、川北は不満を述べていたという。一方、スペースゴジラが通過した山形県は、川北の妻の故郷であった。

### 配役
主演の橋爪淳は、幼少期より怪獣映画を愛好しており、東宝芸能に所属していたため以前からゴジラシリーズへの出演を要望していた。出演依頼を受けた際は、役が明らかになっていなかったため、橋爪はマッドサイエンティストの役と思っていたという。
結城役の柄本明や大久保役の斎藤洋介は、山下からの要望で起用された。柏原は、結城役に萩原健一をイメージしていたが、キャスティング担当から橋爪が二枚目なのに結城も二枚目ではおかしいと反対されたという。富山は、柄本ほどの力量のある俳優でなければ、ゴジラを本気で倒そうとする役は演じきれないだろうと評している。
権藤千夏役の吉川十和子は、キャスティングプロデューサーの田中忠雄の尽力により起用された。
Gフォース上層部は一新することも検討されていたが、山下からの要望により中尾彬らが続投することとなった。
ゴジラのニックネームを持つ読売ジャイアンツの松井秀喜に出演オファーが行われたが、実現には至らなかった。松井の出演は、その後『ゴジラ×メカゴジラ』（2002年）で実現した。

### 撮影
本作品では、ゴジラシリーズで初めてデジタル合成が導入された。同年の『ヤマトタケル』では3カットであったが、本作品では本編2カット、特撮9カットで用いられた。ただし、撮影現場ではデジタル合成のための特別な演出や撮影は行っておらず、オプチカル合成より自然な合成になるという程度の認識であったという。
本編班は、1994年7月23日にクランクイン。7月27日から8月9日にかけては奄美大島・沖永良部島でのロケが行われた。奄美ロケでは、撮影前の大雨により撮影予定であった採石場で地崩れが生じ撮影場所が変更になったほか、帰京時には台風により一部のスタッフが足止めされるなどした。その後、スタジオや東京近郊でのロケを経て、9月19日から21日に福岡ロケが行われた。クランクアップは9月30日。
人間ドラマを重視していた山下と柏原に対し、川北は怪獣バトルやメカの描写に重点を置いており、撮影が先行していた特撮班での脚本から変更された内容にあわせて本編班の内容も修正せざるを得ず、本来想定されていたドラマ部分がカットや変更を余儀なくされた。書籍『平成ゴジラ大全』では、日本独自の特撮監督制の難しさが出たと評している。山下は互いにヒートアップすることもあったと述べているが、製作担当者の小島太郎は、本編班と特撮班でギクシャクした雰囲気はなかったと証言している。
冒頭には、MプロジェクトからTプロジェクトへの転属を命じられた功二と清志が氷川丸の船上で日本での最後の夜を過ごすシーンがあり、8月27日に撮影も行われたが、全体の構成の都合からカットされた。初稿では氷川丸であったものが決定稿では屋台に変わっていたが、氷川丸が撮影で借りられることになり実現したものであった。有正は、苦労した撮影であったため柏原ともどもカットされてショックを受けていたと述べている。
Gフォースヘリコプターの撮影には、川越のエースヘリコプターの機体が用いられた。同社での撮影のほか、沖永良部島ロケにも同行している。
バイクシーンについては橋爪が免許を持っていなかったことから米山善吉の後席ですべて彼に任せていたという。また、沖永良部島の砂浜は細かいサンゴがあるためバイクが走れず、砂が荒く岩盤もある奄美大島で撮影された。
福岡のシーンでは、大規模な瓦礫の造形物をロケでも用いている。セットでの撮影は第8ステージで行われた。大規模な瓦礫のセットは、『ゴジラ』（1984年版）以来であった。美術の酒井賢は、未希のシーンでピラミッド状の瓦礫をシンボリックに構成していたが、思ったよりもリアルになりつまらなくなったと述べている。瓦礫の一部は、東宝スタジオに廃棄寸前で放置されていたセットの残骸などを用いている。セットには廃車や植木なども持ち込んでいる。
福岡のシーンの一部は、幕張でロケを行っている。千夏と未希が福岡でボートに乗るシーンは、沖永良部島ロケの際に撮影された。
小堺一機と松村邦洋が出演する札幌のゲームセンターのシーンは、9月26日に自由が丘で撮影された。

### 特撮
本作品の制作開始前に映画『ヤマトタケル』の撮影が行われており、川北を始めとする特撮班のスタッフは同作品と掛け持ちであったため、本作品のクランクインは例年よりも2か月遅い6月に入ってからとなった。川北は、タイアップCMも手掛ける予定になっていたが、本作品の撮影で忙しく手が回らなかったため、CMプロデューサーの経験もあった製作担当者の小島太郎が手掛けた。
特撮班は、1994年6月9日にクランクイン。九州を皮切りに、神戸、山形などでロケーション撮影が行われた。福岡の撮影では、予定の150人を上回る250人の一般エキストラが参加した。ゴジラが鹿児島湾を進むシーンの実景は城山観光ホテルから撮影された。
東宝スタジオでの撮影は、6月27日から7月1日にかけて大プールでのゴジラとGフォースの海戦シーンから開始された。1/24スケールでGフォース護衛艦の艦橋部分が新造された。撮影初日にラジコンヘリがプールに墜落する事故が起き、ヘリが登場しない戦艦の爆破シーンなどから撮影が進められた。
7月5日から8月18日にかけては、第9スタジオで福岡バトルエリアの撮影が行われた。福岡のセットでは公開翌年完成のシーホークホテルも造られているが、ホテル側のクレームにより色が変更されている。序盤は戦闘シーンではなく、スペースゴジラによって福岡の街が変化していく様子やスペースゴジラの単独カットなどを中心に撮られた。スペースゴジラが飛来するシーンでは、光球に見立てた照明機材を光らせたまま操演でセットに落としている。戦闘シーンの撮影では、スペースゴジラが転倒したり、モゲラのスーツが破損するなどアクシデントも多く、当初のスケジュールより遅れた結果、モゲラの炎上シーンをドックのシーンよりも先に撮影することとなり、その後急ピッチでモゲラのスーツの修復が行われた。モゲラのドックでのシーンは、8月17日・22日・29日から31日にかけて行われた。7月11日には『日立 世界・ふしぎ発見!』（TBS）、7月20日には『ポンキッキーズ』（フジテレビ）が撮影現場を取材している。
福岡タワーのミニチュアは、表面のミラー部分はアクリル製で、脆い作りとなっていた。パーツ分けされた内部には鉄骨のブロックが入っており、倒壊シーンではこれを抜いている。倒壊シーンでは本来かたちが残る予定であったが、川北の要望によりより壊れる描写が求められたが、撮影により実際にダメージを負っており、本番では跡形もなく壊れた。飛び散るガラス片の表現には、雲母の粉末が用いられた。
8月8日には、第9ステージでゴジラによる九州各都市の破壊シーンが撮影された。ミニチュアセットは小規模で、実景と合成している。
8月19日から26日には、大プールでバース島海岸のシーンが撮影された。ゴジラの上陸シーンを撮影するため、プール内に砂浜のセットが設けられた。岩場には金魚用のポンプを仕込んでおり、エアーで波打ち際の白波を表現している。例年よりも遅い時期での撮影となったため、プール周辺にはトンボが飛び始めていた。天候不順による延期や、ゴジラが水中の段差で転倒するアクシデントが起きるなど、ここでも順調な撮影とはいかなかった。ジャングルでのゴジラの出現シーンは、『キングコング』（1976年版）でのキングコングの出現シーンをオマージュしている。
8月27日には、オープンセットでスペースゴジラが結晶体を出現させる福岡のシーンが撮影された。セットは高さ約2メートルの台の上に設けられ、地下からせり出す結晶体はセットの下から押し出している。セットで用いられた福岡タワーのミニチュアは既に撮影で爆破されており、このシーンではベニヤ板に拡大したタワーの写真を貼り付けたものが用いられた。
8月29日にはハリウッドの映画監督ジェームズ・キャメロンとティム・バートン、SFXスーパーバイザーのジョン・ブルーノ、9月26日には当時ハリウッド版『GODZILLA』の監督に内定していたヤン・デ・ボンが極秘に撮影現場の見学に訪れている。
9月2日から9日にかけては、第9スタジオでバース島のシーンが、9月13日には第3スタジオで地中を進むランドモゲラーのシーンが、9月14日から24日には再び第9スタジオで宇宙空間のシーンが撮影された。クランクアップは9月30日で、公開まで切迫した時期での終了となった。
宇宙空間のシーンは、対象物を置いてスピード感を出すため小惑星群が舞台となった。スピード感を重視して、背景の星には合成処理を用いていない。小惑星の造形物は300個以上を吊っており、カットごとに付け替えている。撮影の大川藤雄は、小惑星のピアノ線消しと揺れを抑えることに苦労した旨を語っている。そのほか、大型の半立体の書き割りも用いられた。地球は平面状の書き割りだが、角度と照明により立体的に見せている。
脚本ではスペースゴジラとGフォースによる空中戦の描写もあったが撮影されなかった。九州に上陸したゴジラをGフォースの戦車部隊が大分県内の山中で迎え撃つシーンも撮影されたが、未使用となっている。
ラストシーンでの海上に昇る朝日は、大プール奥にセットされたライトで表現している。
鹿児島湾でのゴジラとGフォースの護衛艦隊の戦闘シーンの一部に『ゴジラvsビオランテ』『ゴジラvsモスラ』の流用映像が使用されている。冒頭でのゴジラが目覚めるシーンも、『vsモスラ』からの流用である。

### 音楽
服部隆之は、本作品が2作目の映画劇伴であったが、1作目の『ヒーローインタビュー』は井上鑑との共作であったため、単独制作としては本作品が初めてであった。東宝レコードの岩瀬政雄は、服部を起用した理由について当時業界内で知名度が上がっており、大編成のオーケストレーションを書けるという定評があったためとしている。また、音楽プロデューサーの北原京子は、これまでにないことをやりたいという山下の意向を受けて、確信を持って服部の名を挙げたと述懐している。監督の山下は、服部の音楽についてハリウッド映画のテーマ音楽のような香りがすると評している。
音楽収録は、1994年10月16日と23日に行われた。
服部は、東宝音楽出版側から「アクの強い音楽」を要望され、一般ドラマのようなきれいに流れていく音楽ではなく、SEに負けない管楽器を中心とした編成としている。特にスペースゴジラのテーマではその点を意識したといい、自身で一番気に入った曲に挙げている。本作品では、ゴジラのテーマよりもスペースゴジラのテーマが主軸となっている。
リトルゴジラのテーマでは可愛らしさを強調している。MOGERAはキャラクター自体に掴みどころがないため、結城らMOGERAを操縦する人々を主眼に置いた曲としている。また、善性のキャラクターとしてヒロイックな演奏としている。一方で、ゴジラのテーマは善性になりすぎないよう考慮され、また伊福部の楽曲にもより過ぎないよう、フーガ形式とすることで差別化を図っている。
伊福部による既存曲も流用しており、ゴジラのテーマのほか、フェアリーモスラの登場シーンでは「聖なる泉」も用いている。山下は、1度は伊福部のテーマを使わなければゴジラファンに義理を欠くことになると述べている。
服部は、後年のインタビューで本作品について自身の好きなように書いたが曲が軽くなってしまい、伊福部の楽曲と調和が取れていなかったことを唯一の後悔として挙げており、次に手掛けた『ゴジラ2000 ミレニアム』（1999年）では音色重視の作りとしている。岩瀬は、本作品の楽曲について、洗練されたオーケストレーションであったが、伊福部のヴァーヴァリックなエネルギーには負けてしまったかもしれないと述べている。
サウンドトラックの発売はキティ・レコードが担当した。主題歌を担当したデイト・オブ・バースは、同レーベルに所属していたことから起用された。服部は、主題歌「ECHOES OF LOVE」がいかにもなタイアップ曲として流れないよう、同曲のアレンジをエピローグとして取り入れて統一感を図った。

## 評価
配給収入は16億5,000万円を記録し、1995年の邦画ベスト2位につけた。競合作である『ガメラ 大怪獣空中決戦』の公開もあったが、売上においては本作品の圧勝であった。
一方で、ファンの間では従来の作品と異なる作風に評価は二分された。内容面においても、本来はシリーズ最終章として、安住の地で暮らすゴジラや未希の成長などを描き一つの落とし所としていたが、次作『ゴジラvsデストロイア』が制作されたことにより不安定な位置づけとなった。川北は、2010年に発売した自著の中で、平成VSシリーズを子供時代に観ていた世代から本作品が一番好きだという声を聞くようになり、川北自身も意外に思ったが子供目線を意識した戦略が成功していたことを実感したと述べている。

### 受賞歴
- 第13回ゴールデングロス賞優秀銀賞[249]。

## その他
- 第1特報での仮タイトルは『ゴジラ6』、『ゴジラ』から『ゴジラvsモスラ』までの流用映像が一部ずつ使用されている。『GODZILLA』の制作遅延に伴い、急遽用意されたものであった[190]。
- テレビ放送は、1997年7月19日に『ゴールデン洋画劇場』（フジテレビ）、2014年8月6日には『午後のロードショー』（テレビ東京）で行われた[250]。2017年8月11日には、MBCでも放送された[250]。

## 映像ソフト
- VHS 品番 TG4645S[251]
- LD
  - 3枚組ボックスは、1995年9月1日に発売された[250]。品番 TLL2276[250]。
  - 単独版は、1996年5月1日に発売された[250]。品番 TLL2455[251][250]。
- DVD
  - ジュエルケース版は2002年7月25日発売[174][250]。オーディオコメンタリーは山下賢章[174]。品番 TDV2658D[250]。
  - 2005年4月22日発売の「GODZILLA FINAL BOX」に収録されている[252]。
  - 2008年5月23日発売のトールケース版「ゴジラ DVDコレクションV」に収録されており、単品版も同時発売[253]。
  - 2014年5月14日には「ゴジラ60周年記念版」として期間限定の廉価版が発売[254]。
  - 2016年6月15日、東宝DVD名作セレクション版発売[255]。
- Blu-rayディスクは2010年1月22日発売。
  - 2014年6月18日には「ゴジラ60周年記念版」として期間限定の廉価版が発売[256]。

## コミカライズ
小学館版
小学館『別冊コロコロコミックスペシャル』1994年8月号-12月号連載。脚本：柏原寛司、作画：坂井孝行。
ストーリーは結城と千夏が中心となっている。
作画を担当した坂井は、福岡のシーンでカメオ出演している。
- 単行本　てんとう虫コミックススペシャル全1巻。

講談社版
講談社『コミックボンボン』冬休みジャンボ増刊号掲載。作画は川石てつや。
ほぼ全編をゴジラとスペースゴジラのバトルで構成している。

## 関連グッズ
サンシャインゴジラ
紫外線に当てると色が変わるディフォルメフィギュア。全15種。
一部のキャラクターは「組立式SDゴジラ」と同一の型を使用している。
入場者プレゼントとして配布されたほか、翌年には『ゴジラvsデストロイア』のキャラクターも加えた第2弾が発売された。